# Cry Baby
〈Cry Baby〉是日本樂團Official髭男dism於2021年5月7日由IRORI Records發行的第五張數位限定單曲。這首歌是電視動畫『東京復仇者』的第一季片頭曲。

## 製作和音樂性
2021年3月12日，宣布這首歌將作為TV動畫『東京復仇者』的主題曲。
這首歌曲的音樂性主要表現在強烈多次的轉調上。作曲者藤原聰自己曾表示：有人說「聽起來像是在卡拉OK中突然降調」，「可能是吧，全曲轉了大約10次調」他這麼敘述，這種多次轉調在一般流行音樂中非常少見。根據藤原的說法，這個靈感來自於創作過程中「我不小心彈錯了鋼琴，但結果卻產生了非常有趣的轉調！」。此外，這首歌的錄音和混音是由長期擔任樂隊工程師的小森雅仁負責進行的。

## 評價和獲獎
- 評論家千葉雅也（日语：千葉雅也）評論道：「現在的J-POP竟然到了這種全新的階段，讓我驚訝不已。」[11]
- 音樂作家s.h.i.為評論網站Mikiki（日语：Mikiki）寫了一篇文章，指出〈Cry Baby〉讓人印象特別深刻的地方在於，有趣的轉調以一種每個人都能理解的方式呈現，並且有效地打留下深刻印象。 他還分析道，「歌曲前進的方式崎嶇不平，給人一種異物的感覺，本身就成為吸引聽眾注意力的鉤子，創造了作為流行音樂的強大鉤子。」[8]
- 批評家imdkm在音樂網站《Rolling Stone日本版》中評論這首歌曲時指出，雖然歌曲貫穿著充滿躍動感的搖擺節奏，但在預副歌「いつも口喧嘩さえ〜目が潤んだ」部分，這種躍動感會突然減弱或中斷。此外，他還提到，正是這一點，讓歌曲旋律在保持節奏和緊張感的同時，給人一種自由流暢的感覺。
- 音樂作家荻原梓指出，在這首歌曲中，藤原激烈的吶喊聲受到了死神之子的影響，這也是Official髭男dism成立的契機之一[註釋 1]。而在沉重的聲音層面上，則可以看出藤原所喜愛的深紫、邦喬飛、夢劇場等硬搖滾和金屬音樂的影響。[12]

### 受賞
- J-WAVE SPECIAL MUSIC FUN! AWARDS 2021[註釋 2]「最優秀作曲賞」（2021年）[13]

多位作曲家對此表示稱讚，其中音樂團體生物股長的成員水野良樹指出，Official髭男dism的厲害之處在於他們能夠將「複雜的元素自然地融入流行音樂中」。
- 令和3年動畫歌曲大賞（索尼音樂）「作曲賞」（2021年）[14]
- MPA賞（日语：MPA賞）熱門歌曲賞（JASRAC）（2022年）[15]

## 商業表現
2021年5月12日，該歌曲在Billboard JAPAN的綜合榜「Billboard Japan Hot 100」中，第一周登上了第十位。其後的44周裡保持在前20位。
2024年3月27日，該歌曲在Billboard JAPAN的串流媒體累積播放次數超過5億次。

### 認證
|                            | 認證 (RIAJ) | 單位          |
| -------------------------- | ----------- | ------------- |
| 串流媒體                   | 三白金      | 3億次播放次數 |
| *僅基於認證的下載/播放次數 |             |               |

## MV
MV的導演是自「Pretender」以來執導了樂團多部MV的新保拓人，這次的MV是在用廢料拼湊成的華麗佈景中拍攝的。
2022年5月27日，MV在YouTube的累計觀看次數超過1億次。

### 受賞
- MTV日本音樂錄影帶大獎 2021[18]
  - 最佳團體MV賞（2021年）
  - 年度最佳音樂錄影帶獎（2021年）

## 翻唱
- RAISE A SUILEN［LAYER（Raychell）］ - 作為動畫『東京復仇者』和遊戲『BanG Dream! 少女樂團派對』合作的一部分，於2022年5月21日追加收錄。[19]同年12月14日發行《BanG Dream! 翻唱碟vol.7》CD初收錄。
- 相川七瀨 - 收錄在翻唱專輯《ROCK MONSTER》（2023 年 11 月 8 日發行）。[20]